# アエリアヌス・タクティクス

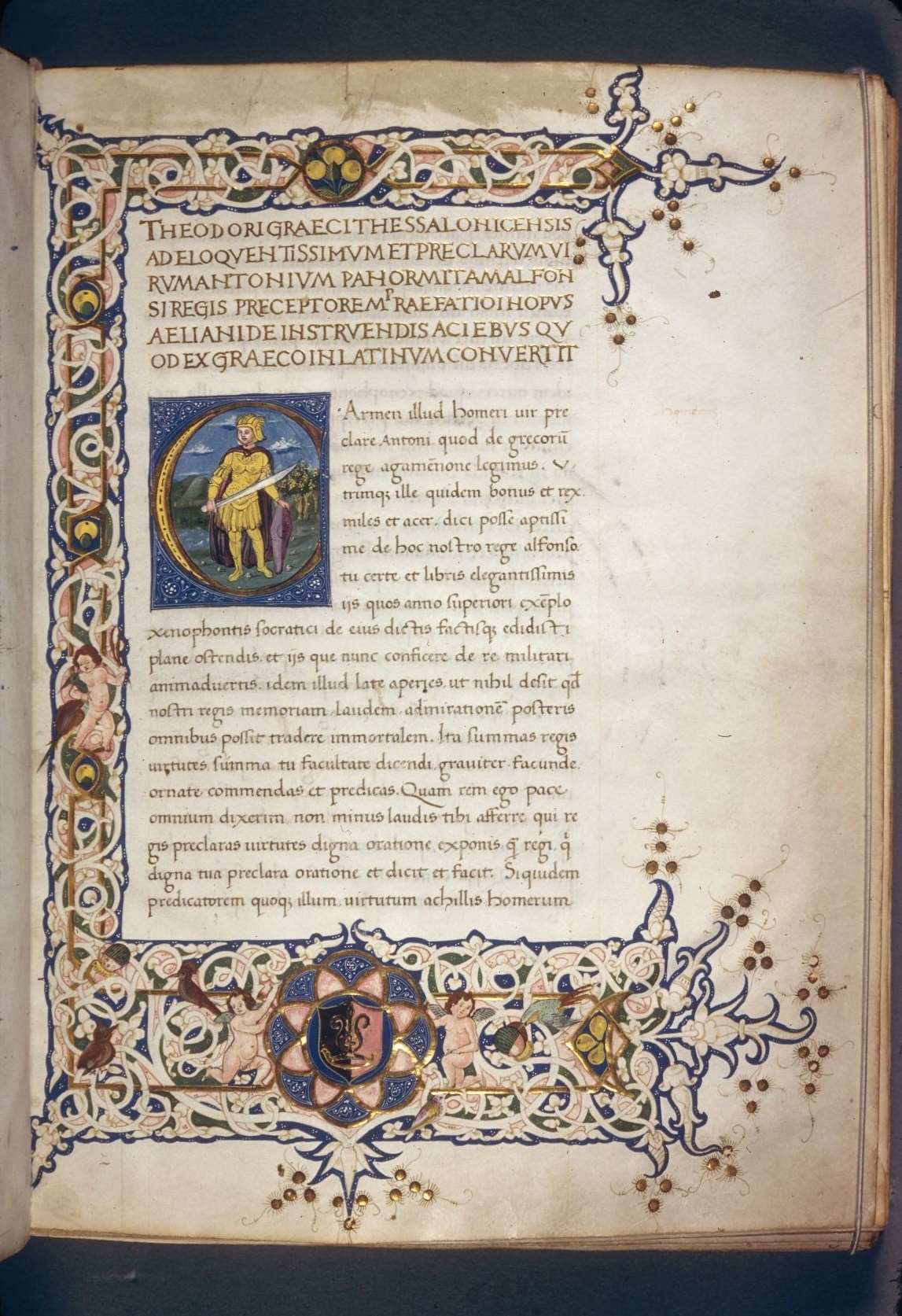
1480年ごろにラテン語に訳された写本　In hoc codice continentur Helianus De instruendis aciebus et Onosander De optimo imperatore

アエリアヌス・タクティクス (ギリシャ語: Αἰλιανός ὁ Τακτικός　ラテン語: Aelianus Tacticus) またはイーリアン(Aelian) は、2世紀ごろのローマ帝国で活躍したギリシア人軍学者。

## 業績
アエリアヌス・タクティクスは、ギリシア人の隊列戦術(Περὶ στρατηγικῶν τάξεων Ἑλληνικῶν)という軍事論文を執筆し106年に「ハドリアヌス帝に献上した」とされるが、年代からしてこれはトライヤヌス帝の誤りであろう。この論文はマケドニア王国のアレクサンドロス3世の観兵式や戦術などの古代ギリシアの軍略について説いたものである。タクティクスはこの論文執筆にあたり、ポリュビオスの「失われた論文」など最高の権威たちを参考にしたと主張している。実際のところタクティクスの著作の真の価値は、従来の戦争研究を批判し、軍事訓練を技術面で重点的に詳述している点にある。
またタクティクスは、当時のローマ軍の軍制を簡潔に書き残している。これは彼によれば、フォルミアにあるセクストゥス・ユリウス・フロンティヌスの家でネルウァ帝と交わした会話から生まれたものである。タクティクスは海軍戦術について執筆する予定を述べているが、該当する作品は現在まで知られていない。

## 後世の評価
タクティクスの著作は後の東ローマ帝国やイスラーム圏に大きな影響を与えている。マウリキウスのストラテギコンの著者は、マウリキウス帝へのタクティクスの影響を認めている。レオーン6世は、自らの戦術書にタクティクスの文章を何度も引用している。タクティクスの著作は1350年ごろにアラビア語に翻訳された。これが1487年にテオドール・ガザによりラテン語に翻訳され、ローマで出版された。ギリシア語の初版はフランチェスコ・ロボルテッロの編集を受け、1552年にヴェネツィアで出版された。
タクティクスの軍事論が再び実地の戦争に戻ってきたのが、16世紀のヨーロッパである。彼が紹介したマケドニアのファランクスはパイク兵や騎兵の戦隊戦術に応用され、スペインやネーデルラントでスペイン方陣などの新戦術に大きな影響を与えた。彼の著作は各国語に翻訳され、同時代の多くの軍事訓練書や戦術書の基礎となった。
タクティクスの影響を明確に示している最初の例は、八十年戦争中の1594年12月8日にオラニエ公マウリッツが受け取った手紙である。送り主であるナッサウ＝ディレンブルク伯ウィレム・ローデウェイクはタクティクスの著作を読み、彼の説く帝政ローマの戦法をネーデルラント軍に取り入れることを提案した。タクティクスは剣（グラディウス）や投槍（ピルム）を用いるローマ歩兵の戦術として反転行進（カウンターマーチ）を論じたのであるが、ウィレム・ローデウェイクはこれを銃兵にも応用できることに気づいたのである。これをもとに成立した反転行進射撃戦術は、当時最強の陸軍国家だったスペインに対しネーデルラントが独立を勝ち取るのに大きな役割を果たした。
18世紀の批評家グイッチャルド・フォラルドとド・リーニュ公は共に、タクティクスを同時代の歴史家アッリアノスと比べはるかに劣っているという評価を下している。